# Sundoreonectes sabanus
Sundoreonectes sabanus és una espècie de peix de la família dels balitòrids i de l'ordre dels cipriniformes present al nord de Borneo (Indonèsia i Malàisia)
És un peix d'aigua dolça, demersal i de clima tropical, el qual és capaç d'enfonsar-se en el fang, la sorra o la grava quan és molestat.